# Amalie von Preußen

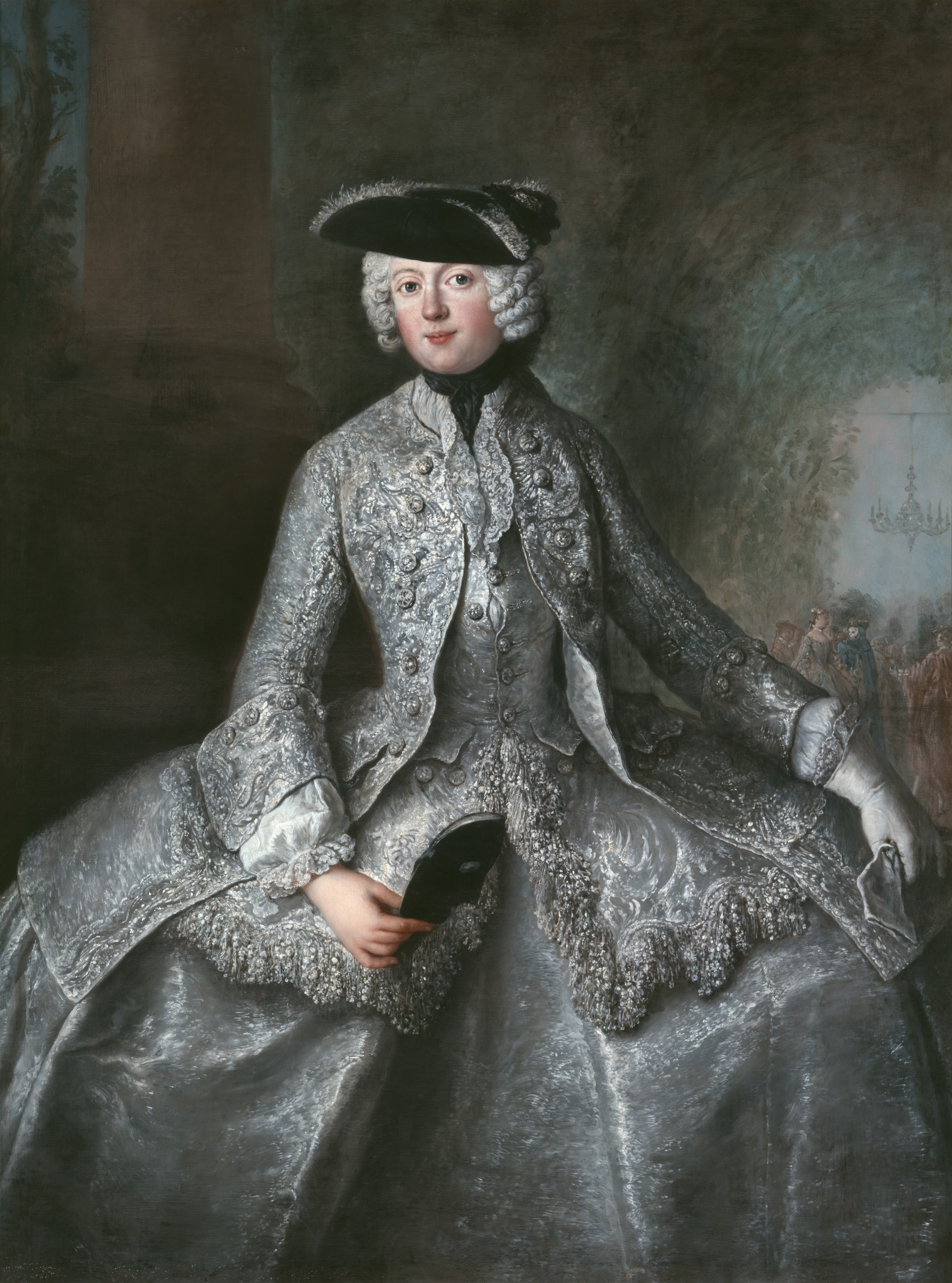
Amalie von Preußen, Gemälde von Antoine Pesne

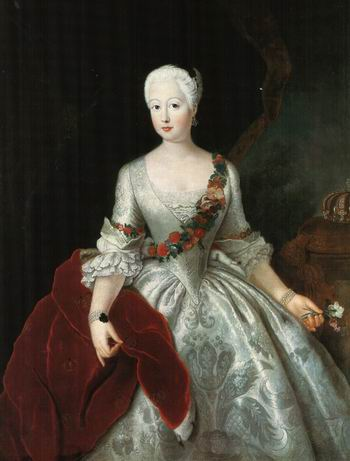
Prinzessin Amalie von Preußen

Prinzessin Anna Amalie von Preußen (* 9. November 1723 in Berlin; † 30. März 1787 ebenda) war eine deutsche Komponistin und die jüngste Schwester Friedrichs des Großen. Von 1756 bis 1787 war sie Äbtissin des Stifts Quedlinburg.

## Leben
Amalie, nach französischer Sitte auch Amélie genannt, wurde am 9. November 1723 als jüngste Tochter von König Friedrich Wilhelm I. von Preußen und Sophie Dorothea von Hannover geboren. Angeblich soll ihre Mutter die Schwangerschaft bis zuletzt nicht bemerkt haben. Sie wuchs gemeinsam mit ihrer Schwester Ulrike auf. Diese heiratete den schwedischen Thronfolger Adolph Friedrich, Herzog von Holstein-Gottorp, der eigentlich Amalie zugedacht war. Die jüngste Schwester Friedrichs des Großen wollte jedoch nicht vom Calvinismus zum Luthertum konvertieren.
Auf der Hochzeit ihrer Schwester im Juli 1744 soll Amalie den Fähnrich Friedrich von der Trenck kennengelernt haben. Dass sich hieraus eine intime Beziehung ergeben hat, ist historiographisch nicht nachweisbar; die Grundlage für diese Geschichte sind vor allem die teils ausgesprochen prahlerischen Lebenserinnerungen Trencks. Ein kürzlich aufgefundener Brief Trencks aus dem Jahr 1787 scheint allerdings zumindest eine große Vertrautheit zwischen ihm und der Prinzessin anzudeuten. Bis in die 1920er Jahre hielt sich das Gerücht, Amalia Schönhausen sei die Tochter der beiden. Dies gilt inzwischen als widerlegt. Trenck wurde 1745 verhaftet und ohne Anklage in die Festung Glatz in der Grafschaft Glatz gebracht, vermutlich weil Friedrich II. ihn der Spionage-Kontakte zu seinem Verwandten, dem in österreichischen Diensten stehenden Pandurenobersten Franz Freiherr von der Trenck, verdächtigte. Amalie heiratete nie und wurde in der Folgezeit – so verbreitet durch Hofchronisten – in ihrem Verhalten mehr und mehr unausgeglichen, rechthaberisch und boshaft-sarkastisch.
Friedrich der Große machte Amalie 1756 zur Äbtissin des weltlichen Stifts Quedlinburg, um seine unverheiratete Schwester standesgemäß zu versorgen. Ihr Stift besuchte sie jedoch eher selten, meist weilte sie in Berlin. Am Hofleben nahm sie vor allem während des Siebenjährigen Krieges Anteil. 1758 wagte sie unmittelbar nach der Schlacht bei Hochkirch einen Besuch im Feldlager ihres Bruders.
Amalie begab sich mehrmals zu Bäderkuren nach Aachen und Spa, da sich ihr Gesundheitszustand mit zunehmendem Alter deutlich verschlechterte. Dort soll sie die Familie des Freiherrn von der Trenck kennengelernt haben. Nach dem Tod Friedrichs sollen sich nach einem allerdings eher uneindeutigen Bericht von Dieudonné Thiébault die mittlerweile erblindete Amalie und Trenck 1787 ein letztes Mal getroffen haben. Bei dieser Zusammenkunft soll sie ihm zugesichert haben, sich um eine seiner Töchter zu kümmern. Wenige Wochen später verstarb Amalie. Sie wurde in der Hohenzollerngruft des Berliner Doms beigesetzt.

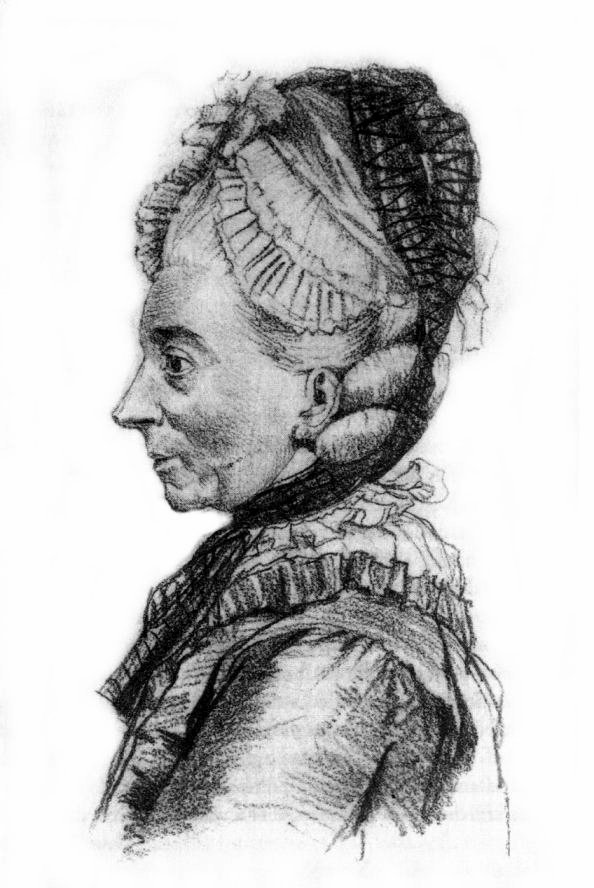
Amalie, Prinzessin von Preußen, Äbtissin von Quedlinburg, im Alter, Bleistiftzeichnung von Adolph Menzel

Aufgrund ihrer Eigenwilligkeit und ihrer Gesichtszüge sagte man Amalie nach, dass sie von allen Geschwistern ihrem königlichen Bruder am ähnlichsten war. Durch ihre Aktivitäten und ihr Engagement war sie ihm eine Vertraute. Friedrich zögerte daher auch nicht, wiederholt Amalies Schulden zu bezahlen.

## Musikalisches Werk

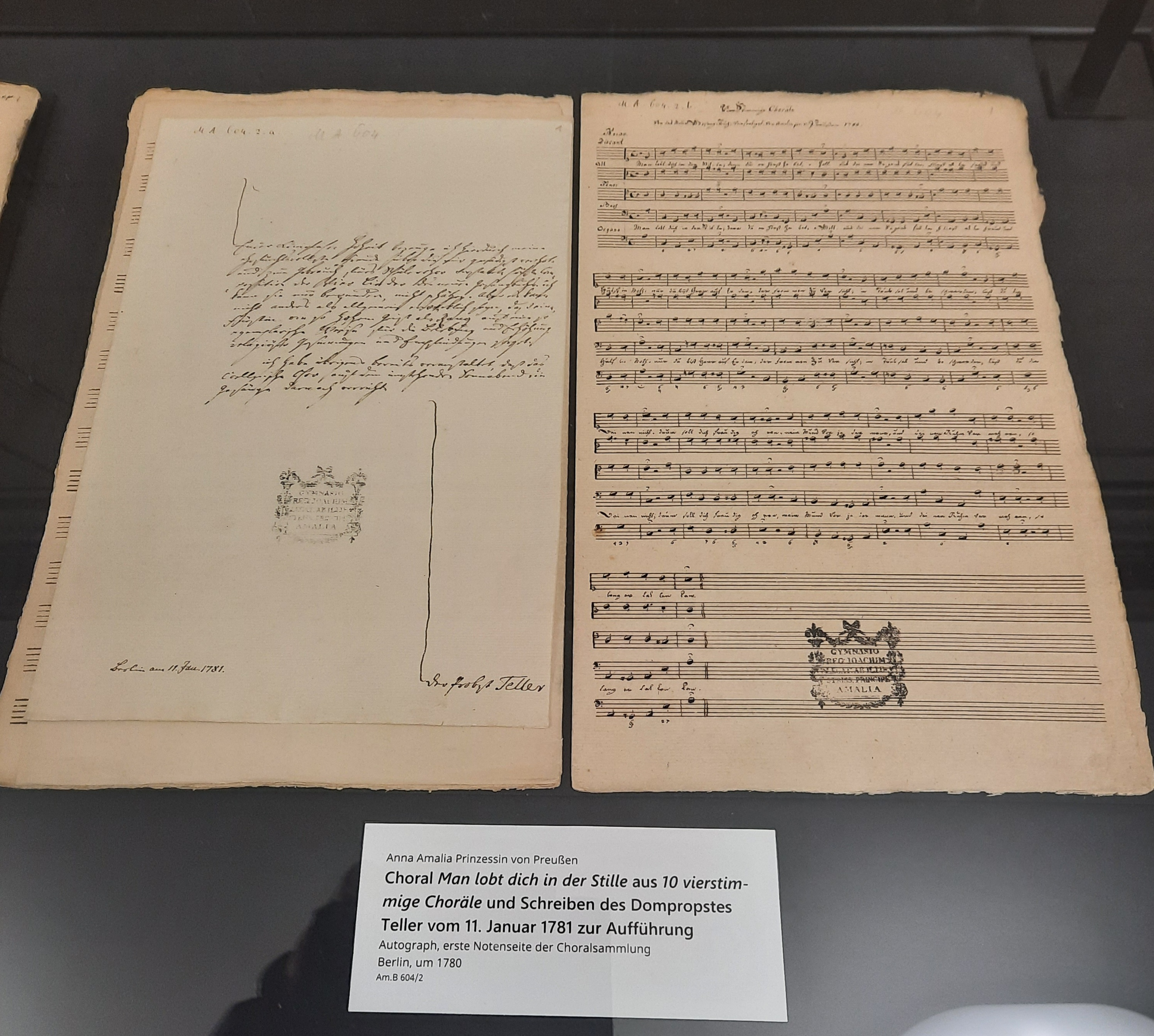
Anna Amalie von Preußen: Choral Man lobt dich in der Stille, Autograph, um 1780

Lange war angenommen worden, dass die musisch interessierte und begabte Amalie wegen ihres musikfeindlichen Vaters, des Soldatenkönigs, erst nach dessen Tod im Alter von 17 Jahren Unterricht im Cembalo- und Klavierspiel nehmen konnte. Neuere Forschungen haben jedoch ergeben, dass sie bereits spätestens seit 1734 gemeinsam mit ihrer Schwester Ulrike Unterricht beim Hoforganisten Gottlieb Hayne erhalten hat. Amalie stand in regem musikalischen Austausch mit Kronprinz Friedrich während dessen Rheinsberger Zeit. Sie lernte Flöte, Laute, Orgel, Geige und Komposition. Bei ihrem ab 1758 für sie tätigen persönlichen Musiklehrer Johann Philipp Kirnberger lernte sie weitere Kompositionstechniken, wie etwa die Kontrapunkttechnik. Zu ihren eigenen Kompositionen gehörten neben Kantaten und Chorälen auch Märsche.
Amalie, deren größtes Vorbild Johann Sebastian Bach war, ist für ihre Sammlungen im Bereich der Bachforschung bekannt. Die Noten- und Manuskriptsammlung, die sogenannte Amalienbibliothek – nicht zu verwechseln mit der Herzogin Anna-Amalia-Bibliothek – gehört heute zu den Raritäten der Staatsbibliothek zu Berlin. Sie enthält u. a. auch Werke von Carl Philipp Emanuel Bach, Wilhelm Friedemann Bach, Johann Philipp Kirnberger, der Familie Benda und Carl Heinrich Graun. Über die von Amalie eifersüchtig bewachte Sammlung berichtet der Dirigent Carl Friedrich Zelter:

„Prinzeß Amalie ließ mich einmal ihre Musikalien sehen, aber nur die Titel, durch das Glas der Schränke. Ein Werk nahm sie heraus, behielt es aber in Händen und ließ mich nur hineingucken. Da griff ich aber zu, um darin blättern zu können, und sie, erschrocken, machte Augen wie Wagenräder. Es waren die Augen ihres Bruders.“

Amalie ist namentlich mit einer bis heute weitgehend erhaltenen Barockorgel verbunden. Für das Berliner Stadtschloss ließ sie durch Johann Peter Migendt und Ernst Julius Marx 1755 eine repräsentative Hausorgel bauen. Die Orgel war ihr wichtig genug, sie 1767 beim Umzug ins Palais Unter den Linden umsetzen zu lassen. Nach einigen weiteren Umsetzungen steht die Amalien-Orgel heute in der Kirche zur Frohen Botschaft in Berlin-Karlshorst. Carl Philipp Emanuel Bach erwähnt Amalie in seiner Autobiographie als seine königliche Mäzenin (neben Friedrich dem Großen), und er schrieb Orgelsonaten für sie.
1776 ließ sich Amalie von Ernst Julius Marx eine zweite Orgel für das Vernezobre’sche Palais bauen, die nicht erhalten ist.

## Residenzen
1767 erwarb Amalie das Palais Unter den Linden 7 (alte Zählung). Amalie ließ das Palais, das spätere Palais Kurland, 1767 von Johann Boumann, unter Mitwirkung von dessen Sohn Michael Philipp Boumann, im Stil des friderizianischen Rokoko umbauen. Nach dem Erwerb des Vernezobre’schen Palais bewohnte sie das Palais Unter den Linden nur noch im Winter. Ab 1805 bewohnte die kunstliebende Dorothea, Herzogin von Kurland das Palais. Auf dem Gelände befindet sich heute die russische Botschaft.
Wenn Amalie im Sommer in Berlin war, bewohnte sie das Vernezobre’sche Palais in der Berliner Wilhelmstraße, das ihr Bruder 1772 für sie erworben hatte. Das Palais wurde ab 1830 als Palais des Prinzen Albrecht bekannt und gehörte später zum Hauptquartiers der SS. Das ausgebombte und eingeebnete Gelände war nach dem Zweiten Weltkrieg ein Verkehrsübungsplatz. 1987 wurde das Gelände der Öffentlichkeit als Gedenkstätte Topographie des Terrors unter Einbeziehung der noch erhaltenen Keller zugänglich gemacht. Im Mai 2010 wurde ein neues Dokumentationszentrum eröffnet.

## Vorfahren
| Georg Wilhelm (Kurfürst von Brandenburg, Herzog in Preußen) ⚭ Elisabeth Charlotte | Georg Wilhelm (Kurfürst von Brandenburg, Herzog in Preußen) ⚭ Elisabeth Charlotte | Georg Wilhelm (Kurfürst von Brandenburg, Herzog in Preußen) ⚭ Elisabeth Charlotte | Georg Wilhelm (Kurfürst von Brandenburg, Herzog in Preußen) ⚭ Elisabeth Charlotte | Georg Wilhelm (Kurfürst von Brandenburg, Herzog in Preußen) ⚭ Elisabeth Charlotte | Georg Wilhelm (Kurfürst von Brandenburg, Herzog in Preußen) ⚭ Elisabeth Charlotte |                                    |                                    | Friedrich Heinrich (Statthalter der Vereinigten Niederlande) ⚭ Amalie | Friedrich Heinrich (Statthalter der Vereinigten Niederlande) ⚭ Amalie | Friedrich Heinrich (Statthalter der Vereinigten Niederlande) ⚭ Amalie | Friedrich Heinrich (Statthalter der Vereinigten Niederlande) ⚭ Amalie | Friedrich Heinrich (Statthalter der Vereinigten Niederlande) ⚭ Amalie | Friedrich Heinrich (Statthalter der Vereinigten Niederlande) ⚭ Amalie |                                   |                                   | Georg (Fürst von Calenberg) ⚭ Anna Eleonore           | Georg (Fürst von Calenberg) ⚭ Anna Eleonore           | Georg (Fürst von Calenberg) ⚭ Anna Eleonore           | Georg (Fürst von Calenberg) ⚭ Anna Eleonore           | Georg (Fürst von Calenberg) ⚭ Anna Eleonore           | Georg (Fürst von Calenberg) ⚭ Anna Eleonore           |                                |                                | Friedrich V. (Kurfürst von der Pfalz, König von Böhmen) ⚭ Elisabeth Stuart | Friedrich V. (Kurfürst von der Pfalz, König von Böhmen) ⚭ Elisabeth Stuart | Friedrich V. (Kurfürst von der Pfalz, König von Böhmen) ⚭ Elisabeth Stuart | Friedrich V. (Kurfürst von der Pfalz, König von Böhmen) ⚭ Elisabeth Stuart | Friedrich V. (Kurfürst von der Pfalz, König von Böhmen) ⚭ Elisabeth Stuart | Friedrich V. (Kurfürst von der Pfalz, König von Böhmen) ⚭ Elisabeth Stuart |                                        |                                        | Georg (Fürst von Calenberg) ⚭ Anna Eleonore                | Georg (Fürst von Calenberg) ⚭ Anna Eleonore                | Georg (Fürst von Calenberg) ⚭ Anna Eleonore                | Georg (Fürst von Calenberg) ⚭ Anna Eleonore                | Georg (Fürst von Calenberg) ⚭ Anna Eleonore                | Georg (Fürst von Calenberg) ⚭ Anna Eleonore                |  |  | Alexandre Desmier ⚭ Jacquette Poussard | Alexandre Desmier ⚭ Jacquette Poussard | Alexandre Desmier ⚭ Jacquette Poussard | Alexandre Desmier ⚭ Jacquette Poussard | Alexandre Desmier ⚭ Jacquette Poussard | Alexandre Desmier ⚭ Jacquette Poussard |  |  |  |  |  |  |  |  |  |  |  |  |  |  |  |  |  |  |  |  |  |  |  |  |  |  |  |  |  |  |  |  |  |  |  |  |
| Georg Wilhelm (Kurfürst von Brandenburg, Herzog in Preußen) ⚭ Elisabeth Charlotte | Georg Wilhelm (Kurfürst von Brandenburg, Herzog in Preußen) ⚭ Elisabeth Charlotte | Georg Wilhelm (Kurfürst von Brandenburg, Herzog in Preußen) ⚭ Elisabeth Charlotte | Georg Wilhelm (Kurfürst von Brandenburg, Herzog in Preußen) ⚭ Elisabeth Charlotte | Georg Wilhelm (Kurfürst von Brandenburg, Herzog in Preußen) ⚭ Elisabeth Charlotte | Georg Wilhelm (Kurfürst von Brandenburg, Herzog in Preußen) ⚭ Elisabeth Charlotte |                                    |                                    | Friedrich Heinrich (Statthalter der Vereinigten Niederlande) ⚭ Amalie | Friedrich Heinrich (Statthalter der Vereinigten Niederlande) ⚭ Amalie | Friedrich Heinrich (Statthalter der Vereinigten Niederlande) ⚭ Amalie | Friedrich Heinrich (Statthalter der Vereinigten Niederlande) ⚭ Amalie | Friedrich Heinrich (Statthalter der Vereinigten Niederlande) ⚭ Amalie | Friedrich Heinrich (Statthalter der Vereinigten Niederlande) ⚭ Amalie |                                   |                                   | Georg (Fürst von Calenberg) ⚭ Anna Eleonore           | Georg (Fürst von Calenberg) ⚭ Anna Eleonore           | Georg (Fürst von Calenberg) ⚭ Anna Eleonore           | Georg (Fürst von Calenberg) ⚭ Anna Eleonore           | Georg (Fürst von Calenberg) ⚭ Anna Eleonore           | Georg (Fürst von Calenberg) ⚭ Anna Eleonore           |                                |                                | Friedrich V. (Kurfürst von der Pfalz, König von Böhmen) ⚭ Elisabeth Stuart | Friedrich V. (Kurfürst von der Pfalz, König von Böhmen) ⚭ Elisabeth Stuart | Friedrich V. (Kurfürst von der Pfalz, König von Böhmen) ⚭ Elisabeth Stuart | Friedrich V. (Kurfürst von der Pfalz, König von Böhmen) ⚭ Elisabeth Stuart | Friedrich V. (Kurfürst von der Pfalz, König von Böhmen) ⚭ Elisabeth Stuart | Friedrich V. (Kurfürst von der Pfalz, König von Böhmen) ⚭ Elisabeth Stuart |                                        |                                        | Georg (Fürst von Calenberg) ⚭ Anna Eleonore                | Georg (Fürst von Calenberg) ⚭ Anna Eleonore                | Georg (Fürst von Calenberg) ⚭ Anna Eleonore                | Georg (Fürst von Calenberg) ⚭ Anna Eleonore                | Georg (Fürst von Calenberg) ⚭ Anna Eleonore                | Georg (Fürst von Calenberg) ⚭ Anna Eleonore                |  |  | Alexandre Desmier ⚭ Jacquette Poussard | Alexandre Desmier ⚭ Jacquette Poussard | Alexandre Desmier ⚭ Jacquette Poussard | Alexandre Desmier ⚭ Jacquette Poussard | Alexandre Desmier ⚭ Jacquette Poussard | Alexandre Desmier ⚭ Jacquette Poussard |  |  |  |  |  |  |  |  |  |  |  |  |  |  |  |  |  |  |  |  |  |  |  |  |  |  |  |  |  |  |  |  |  |  |  |  |
| Friedrich Wilhelm (Kurfürst von Brandenburg und Herzog in Preußen)                | Friedrich Wilhelm (Kurfürst von Brandenburg und Herzog in Preußen)                | Friedrich Wilhelm (Kurfürst von Brandenburg und Herzog in Preußen)                | Friedrich Wilhelm (Kurfürst von Brandenburg und Herzog in Preußen)                | Friedrich Wilhelm (Kurfürst von Brandenburg und Herzog in Preußen)                | Friedrich Wilhelm (Kurfürst von Brandenburg und Herzog in Preußen)                |                                    |                                    | Luise                                                                 | Luise                                                                 | Luise                                                                 | Luise                                                                 | Luise                                                                 | Luise                                                                 |                                   |                                   | Ernst August (Kurfürst von Hannover)                  | Ernst August (Kurfürst von Hannover)                  | Ernst August (Kurfürst von Hannover)                  | Ernst August (Kurfürst von Hannover)                  | Ernst August (Kurfürst von Hannover)                  | Ernst August (Kurfürst von Hannover)                  |                                |                                | Sophie (Kurfürstin von Hannover)                                           | Sophie (Kurfürstin von Hannover)                                           | Sophie (Kurfürstin von Hannover)                                           | Sophie (Kurfürstin von Hannover)                                           | Sophie (Kurfürstin von Hannover)                                           | Sophie (Kurfürstin von Hannover)                                           |                                        |                                        | Georg Wilhelm (Fürst von Lüneburg)                         | Georg Wilhelm (Fürst von Lüneburg)                         | Georg Wilhelm (Fürst von Lüneburg)                         | Georg Wilhelm (Fürst von Lüneburg)                         | Georg Wilhelm (Fürst von Lüneburg)                         | Georg Wilhelm (Fürst von Lüneburg)                         |  |  | Eleonore d’Olbreuse                    | Eleonore d’Olbreuse                    | Eleonore d’Olbreuse                    | Eleonore d’Olbreuse                    | Eleonore d’Olbreuse                    | Eleonore d’Olbreuse                    |  |  |  |  |  |  |  |  |  |  |  |  |  |  |  |  |  |  |  |  |  |  |  |  |  |  |  |  |  |  |  |  |  |  |  |  |
| Friedrich Wilhelm (Kurfürst von Brandenburg und Herzog in Preußen)                | Friedrich Wilhelm (Kurfürst von Brandenburg und Herzog in Preußen)                | Friedrich Wilhelm (Kurfürst von Brandenburg und Herzog in Preußen)                | Friedrich Wilhelm (Kurfürst von Brandenburg und Herzog in Preußen)                | Friedrich Wilhelm (Kurfürst von Brandenburg und Herzog in Preußen)                | Friedrich Wilhelm (Kurfürst von Brandenburg und Herzog in Preußen)                |                                    |                                    | Luise                                                                 | Luise                                                                 | Luise                                                                 | Luise                                                                 | Luise                                                                 | Luise                                                                 |                                   |                                   | Ernst August (Kurfürst von Hannover)                  | Ernst August (Kurfürst von Hannover)                  | Ernst August (Kurfürst von Hannover)                  | Ernst August (Kurfürst von Hannover)                  | Ernst August (Kurfürst von Hannover)                  | Ernst August (Kurfürst von Hannover)                  |                                |                                | Sophie (Kurfürstin von Hannover)                                           | Sophie (Kurfürstin von Hannover)                                           | Sophie (Kurfürstin von Hannover)                                           | Sophie (Kurfürstin von Hannover)                                           | Sophie (Kurfürstin von Hannover)                                           | Sophie (Kurfürstin von Hannover)                                           |                                        |                                        | Georg Wilhelm (Fürst von Lüneburg)                         | Georg Wilhelm (Fürst von Lüneburg)                         | Georg Wilhelm (Fürst von Lüneburg)                         | Georg Wilhelm (Fürst von Lüneburg)                         | Georg Wilhelm (Fürst von Lüneburg)                         | Georg Wilhelm (Fürst von Lüneburg)                         |  |  | Eleonore d’Olbreuse                    | Eleonore d’Olbreuse                    | Eleonore d’Olbreuse                    | Eleonore d’Olbreuse                    | Eleonore d’Olbreuse                    | Eleonore d’Olbreuse                    |  |  |  |  |  |  |  |  |  |  |  |  |  |  |  |  |  |  |  |  |  |  |  |  |  |  |  |  |  |  |  |  |  |  |  |  |
|                                                                                   |                                                                                   |                                                                                   |                                                                                   |                                                                                   |                                                                                   |                                    |                                    |                                                                       |                                                                       |                                                                       |                                                                       |                                                                       |                                                                       |                                   |                                   |                                                       |                                                       |                                                       |                                                       |                                                       |                                                       |                                |                                |                                                                            |                                                                            |                                                                            |                                                                            |                                                                            |                                                                            |                                        |                                        |                                                            |                                                            |                                                            |                                                            |                                                            |                                                            |  |  |                                        |                                        |                                        |                                        |                                        |                                        |  |  |  |  |  |  |  |  |  |  |  |  |  |  |  |  |  |  |  |  |  |  |  |  |  |  |  |  |  |  |  |  |  |  |  |  |
|                                                                                   |                                                                                   |                                                                                   |                                                                                   |                                                                                   |                                                                                   |                                    |                                    |                                                                       |                                                                       |                                                                       |                                                                       |                                                                       |                                                                       |                                   |                                   |                                                       |                                                       |                                                       |                                                       |                                                       |                                                       |                                |                                |                                                                            |                                                                            |                                                                            |                                                                            |                                                                            |                                                                            |                                        |                                        |                                                            |                                                            |                                                            |                                                            |                                                            |                                                            |  |  |                                        |                                        |                                        |                                        |                                        |                                        |  |  |  |  |  |  |  |  |  |  |  |  |  |  |  |  |  |  |  |  |  |  |  |  |  |  |  |  |  |  |  |  |  |  |  |  |
|                                                                                   |                                                                                   |                                                                                   |                                                                                   |                                                                                   |                                                                                   |                                    |                                    | Friedrich I. (König in Preußen)                                       | Friedrich I. (König in Preußen)                                       | Friedrich I. (König in Preußen)                                       | Friedrich I. (König in Preußen)                                       | Friedrich I. (König in Preußen)                                       | Friedrich I. (König in Preußen)                                       |                                   |                                   | Sophie Charlotte (Königin in Preußen)                 | Sophie Charlotte (Königin in Preußen)                 | Sophie Charlotte (Königin in Preußen)                 | Sophie Charlotte (Königin in Preußen)                 | Sophie Charlotte (Königin in Preußen)                 | Sophie Charlotte (Königin in Preußen)                 |                                |                                | Georg I. (König von Großbritannien)                                        | Georg I. (König von Großbritannien)                                        | Georg I. (König von Großbritannien)                                        | Georg I. (König von Großbritannien)                                        | Georg I. (König von Großbritannien)                                        | Georg I. (König von Großbritannien)                                        |                                        |                                        | Sophie Dorothea                                            | Sophie Dorothea                                            | Sophie Dorothea                                            | Sophie Dorothea                                            | Sophie Dorothea                                            | Sophie Dorothea                                            |  |  |                                        |                                        |                                        |                                        |                                        |                                        |  |  |  |  |  |  |  |  |  |  |  |  |  |  |  |  |  |  |  |  |  |  |  |  |  |  |  |  |  |  |  |  |  |  |  |  |
|                                                                                   |                                                                                   |                                                                                   |                                                                                   |                                                                                   |                                                                                   |                                    |                                    | Friedrich I. (König in Preußen)                                       | Friedrich I. (König in Preußen)                                       | Friedrich I. (König in Preußen)                                       | Friedrich I. (König in Preußen)                                       | Friedrich I. (König in Preußen)                                       | Friedrich I. (König in Preußen)                                       |                                   |                                   | Sophie Charlotte (Königin in Preußen)                 | Sophie Charlotte (Königin in Preußen)                 | Sophie Charlotte (Königin in Preußen)                 | Sophie Charlotte (Königin in Preußen)                 | Sophie Charlotte (Königin in Preußen)                 | Sophie Charlotte (Königin in Preußen)                 |                                |                                | Georg I. (König von Großbritannien)                                        | Georg I. (König von Großbritannien)                                        | Georg I. (König von Großbritannien)                                        | Georg I. (König von Großbritannien)                                        | Georg I. (König von Großbritannien)                                        | Georg I. (König von Großbritannien)                                        |                                        |                                        | Sophie Dorothea                                            | Sophie Dorothea                                            | Sophie Dorothea                                            | Sophie Dorothea                                            | Sophie Dorothea                                            | Sophie Dorothea                                            |  |  |                                        |                                        |                                        |                                        |                                        |                                        |  |  |  |  |  |  |  |  |  |  |  |  |  |  |  |  |  |  |  |  |  |  |  |  |  |  |  |  |  |  |  |  |  |  |  |  |
|                                                                                   |                                                                                   |                                                                                   |                                                                                   |                                                                                   |                                                                                   |                                    |                                    |                                                                       |                                                                       |                                                                       |                                                                       |                                                                       |                                                                       |                                   |                                   |                                                       |                                                       |                                                       |                                                       |                                                       |                                                       |                                |                                |                                                                            |                                                                            |                                                                            |                                                                            |                                                                            |                                                                            |                                        |                                        |                                                            |                                                            |                                                            |                                                            |                                                            |                                                            |  |  |                                        |                                        |                                        |                                        |                                        |                                        |  |  |  |  |  |  |  |  |  |  |  |  |  |  |  |  |  |  |  |  |  |  |  |  |  |  |  |  |  |  |  |  |  |  |  |  |
|                                                                                   |                                                                                   |                                                                                   |                                                                                   |                                                                                   |                                                                                   |                                    |                                    |                                                                       |                                                                       |                                                                       |                                                                       |                                                                       |                                                                       |                                   |                                   |                                                       |                                                       |                                                       |                                                       |                                                       |                                                       |                                |                                |                                                                            |                                                                            |                                                                            |                                                                            |                                                                            |                                                                            |                                        |                                        |                                                            |                                                            |                                                            |                                                            |                                                            |                                                            |  |  |                                        |                                        |                                        |                                        |                                        |                                        |  |  |  |  |  |  |  |  |  |  |  |  |  |  |  |  |  |  |  |  |  |  |  |  |  |  |  |  |  |  |  |  |  |  |  |  |
|                                                                                   |                                                                                   |                                                                                   |                                                                                   |                                                                                   |                                                                                   |                                    |                                    |                                                                       |                                                                       |                                                                       |                                                                       |                                                                       |                                                                       |                                   |                                   | Friedrich Wilhelm I. (König in Preußen)               | Friedrich Wilhelm I. (König in Preußen)               | Friedrich Wilhelm I. (König in Preußen)               | Friedrich Wilhelm I. (König in Preußen)               | Friedrich Wilhelm I. (König in Preußen)               | Friedrich Wilhelm I. (König in Preußen)               |                                |                                | Sophie Dorothea (Königin in Preußen)                                       | Sophie Dorothea (Königin in Preußen)                                       | Sophie Dorothea (Königin in Preußen)                                       | Sophie Dorothea (Königin in Preußen)                                       | Sophie Dorothea (Königin in Preußen)                                       | Sophie Dorothea (Königin in Preußen)                                       |                                        |                                        |                                                            |                                                            |                                                            |                                                            |                                                            |                                                            |  |  |                                        |                                        |                                        |                                        |                                        |                                        |  |  |  |  |  |  |  |  |  |  |  |  |  |  |  |  |  |  |  |  |  |  |  |  |  |  |  |  |  |  |  |  |  |  |  |  |
|                                                                                   |                                                                                   |                                                                                   |                                                                                   |                                                                                   |                                                                                   |                                    |                                    |                                                                       |                                                                       |                                                                       |                                                                       |                                                                       |                                                                       |                                   |                                   | Friedrich Wilhelm I. (König in Preußen)               | Friedrich Wilhelm I. (König in Preußen)               | Friedrich Wilhelm I. (König in Preußen)               | Friedrich Wilhelm I. (König in Preußen)               | Friedrich Wilhelm I. (König in Preußen)               | Friedrich Wilhelm I. (König in Preußen)               |                                |                                | Sophie Dorothea (Königin in Preußen)                                       | Sophie Dorothea (Königin in Preußen)                                       | Sophie Dorothea (Königin in Preußen)                                       | Sophie Dorothea (Königin in Preußen)                                       | Sophie Dorothea (Königin in Preußen)                                       | Sophie Dorothea (Königin in Preußen)                                       |                                        |                                        |                                                            |                                                            |                                                            |                                                            |                                                            |                                                            |  |  |                                        |                                        |                                        |                                        |                                        |                                        |  |  |  |  |  |  |  |  |  |  |  |  |  |  |  |  |  |  |  |  |  |  |  |  |  |  |  |  |  |  |  |  |  |  |  |  |
|                                                                                   |                                                                                   |                                                                                   |                                                                                   |                                                                                   |                                                                                   |                                    |                                    |                                                                       |                                                                       |                                                                       |                                                                       |                                                                       |                                                                       |                                   |                                   |                                                       |                                                       |                                                       |                                                       |                                                       |                                                       |                                |                                |                                                                            |                                                                            |                                                                            |                                                                            |                                                                            |                                                                            |                                        |                                        |                                                            |                                                            |                                                            |                                                            |                                                            |                                                            |  |  |                                        |                                        |                                        |                                        |                                        |                                        |  |  |  |  |  |  |  |  |  |  |  |  |  |  |  |  |  |  |  |  |  |  |  |  |  |  |  |  |  |  |  |  |  |  |  |  |
|                                                                                   |                                                                                   |                                                                                   |                                                                                   |                                                                                   |                                                                                   |                                    |                                    |                                                                       |                                                                       |                                                                       |                                                                       |                                                                       |                                                                       |                                   |                                   |                                                       |                                                       |                                                       |                                                       |                                                       |                                                       |                                |                                |                                                                            |                                                                            |                                                                            |                                                                            |                                                                            |                                                                            |                                        |                                        |                                                            |                                                            |                                                            |                                                            |                                                            |                                                            |  |  |                                        |                                        |                                        |                                        |                                        |                                        |  |  |  |  |  |  |  |  |  |  |  |  |  |  |  |  |  |  |  |  |  |  |  |  |  |  |  |  |  |  |  |  |  |  |  |  |
| Wilhelmine (Markgräfin von Brandenburg-Bayreuth)                                  | Wilhelmine (Markgräfin von Brandenburg-Bayreuth)                                  | Wilhelmine (Markgräfin von Brandenburg-Bayreuth)                                  | Wilhelmine (Markgräfin von Brandenburg-Bayreuth)                                  | Wilhelmine (Markgräfin von Brandenburg-Bayreuth)                                  | Wilhelmine (Markgräfin von Brandenburg-Bayreuth)                                  |                                    |                                    | Friedrich II. (König von Preußen)                                     | Friedrich II. (König von Preußen)                                     | Friedrich II. (König von Preußen)                                     | Friedrich II. (König von Preußen)                                     | Friedrich II. (König von Preußen)                                     | Friedrich II. (König von Preußen)                                     |                                   |                                   | Friederike Luise (Markgräfin von Brandenburg-Ansbach) | Friederike Luise (Markgräfin von Brandenburg-Ansbach) | Friederike Luise (Markgräfin von Brandenburg-Ansbach) | Friederike Luise (Markgräfin von Brandenburg-Ansbach) | Friederike Luise (Markgräfin von Brandenburg-Ansbach) | Friederike Luise (Markgräfin von Brandenburg-Ansbach) |                                |                                | Philippine Charlotte (Fürstin von Braunschweig-Wolfenbüttel)               | Philippine Charlotte (Fürstin von Braunschweig-Wolfenbüttel)               | Philippine Charlotte (Fürstin von Braunschweig-Wolfenbüttel)               | Philippine Charlotte (Fürstin von Braunschweig-Wolfenbüttel)               | Philippine Charlotte (Fürstin von Braunschweig-Wolfenbüttel)               | Philippine Charlotte (Fürstin von Braunschweig-Wolfenbüttel)               |                                        |                                        | Sophie Dorothea Marie (Markgräfin von Brandenburg-Schwedt) | Sophie Dorothea Marie (Markgräfin von Brandenburg-Schwedt) | Sophie Dorothea Marie (Markgräfin von Brandenburg-Schwedt) | Sophie Dorothea Marie (Markgräfin von Brandenburg-Schwedt) | Sophie Dorothea Marie (Markgräfin von Brandenburg-Schwedt) | Sophie Dorothea Marie (Markgräfin von Brandenburg-Schwedt) |  |  | Luise Ulrike (Königin von Schweden)    | Luise Ulrike (Königin von Schweden)    | Luise Ulrike (Königin von Schweden)    | Luise Ulrike (Königin von Schweden)    | Luise Ulrike (Königin von Schweden)    | Luise Ulrike (Königin von Schweden)    |  |  |  |  |  |  |  |  |  |  |  |  |  |  |  |  |  |  |  |  |  |  |  |  |  |  |  |  |  |  |  |  |  |  |  |  |
| Wilhelmine (Markgräfin von Brandenburg-Bayreuth)                                  | Wilhelmine (Markgräfin von Brandenburg-Bayreuth)                                  | Wilhelmine (Markgräfin von Brandenburg-Bayreuth)                                  | Wilhelmine (Markgräfin von Brandenburg-Bayreuth)                                  | Wilhelmine (Markgräfin von Brandenburg-Bayreuth)                                  | Wilhelmine (Markgräfin von Brandenburg-Bayreuth)                                  |                                    |                                    | Friedrich II. (König von Preußen)                                     | Friedrich II. (König von Preußen)                                     | Friedrich II. (König von Preußen)                                     | Friedrich II. (König von Preußen)                                     | Friedrich II. (König von Preußen)                                     | Friedrich II. (König von Preußen)                                     |                                   |                                   | Friederike Luise (Markgräfin von Brandenburg-Ansbach) | Friederike Luise (Markgräfin von Brandenburg-Ansbach) | Friederike Luise (Markgräfin von Brandenburg-Ansbach) | Friederike Luise (Markgräfin von Brandenburg-Ansbach) | Friederike Luise (Markgräfin von Brandenburg-Ansbach) | Friederike Luise (Markgräfin von Brandenburg-Ansbach) |                                |                                | Philippine Charlotte (Fürstin von Braunschweig-Wolfenbüttel)               | Philippine Charlotte (Fürstin von Braunschweig-Wolfenbüttel)               | Philippine Charlotte (Fürstin von Braunschweig-Wolfenbüttel)               | Philippine Charlotte (Fürstin von Braunschweig-Wolfenbüttel)               | Philippine Charlotte (Fürstin von Braunschweig-Wolfenbüttel)               | Philippine Charlotte (Fürstin von Braunschweig-Wolfenbüttel)               |                                        |                                        | Sophie Dorothea Marie (Markgräfin von Brandenburg-Schwedt) | Sophie Dorothea Marie (Markgräfin von Brandenburg-Schwedt) | Sophie Dorothea Marie (Markgräfin von Brandenburg-Schwedt) | Sophie Dorothea Marie (Markgräfin von Brandenburg-Schwedt) | Sophie Dorothea Marie (Markgräfin von Brandenburg-Schwedt) | Sophie Dorothea Marie (Markgräfin von Brandenburg-Schwedt) |  |  | Luise Ulrike (Königin von Schweden)    | Luise Ulrike (Königin von Schweden)    | Luise Ulrike (Königin von Schweden)    | Luise Ulrike (Königin von Schweden)    | Luise Ulrike (Königin von Schweden)    | Luise Ulrike (Königin von Schweden)    |  |  |  |  |  |  |  |  |  |  |  |  |  |  |  |  |  |  |  |  |  |  |  |  |  |  |  |  |  |  |  |  |  |  |  |  |
|                                                                                   |                                                                                   |                                                                                   |                                                                                   | August Wilhelm (Prinz von Preußen)                                                | August Wilhelm (Prinz von Preußen)                                                | August Wilhelm (Prinz von Preußen) | August Wilhelm (Prinz von Preußen) | August Wilhelm (Prinz von Preußen)                                    | August Wilhelm (Prinz von Preußen)                                    |                                                                       |                                                                       | Amalie (Äbtissin von Quedlinburg)                                     | Amalie (Äbtissin von Quedlinburg)                                     | Amalie (Äbtissin von Quedlinburg) | Amalie (Äbtissin von Quedlinburg) | Amalie (Äbtissin von Quedlinburg)                     | Amalie (Äbtissin von Quedlinburg)                     |                                                       |                                                       | Heinrich (preußischer General)                        | Heinrich (preußischer General)                        | Heinrich (preußischer General) | Heinrich (preußischer General) | Heinrich (preußischer General)                                             | Heinrich (preußischer General)                                             |                                                                            |                                                                            | August Ferdinand (preußischer General)                                     | August Ferdinand (preußischer General)                                     | August Ferdinand (preußischer General) | August Ferdinand (preußischer General) | August Ferdinand (preußischer General)                     | August Ferdinand (preußischer General)                     |                                                            |                                                            |                                                            |                                                            |  |  |                                        |                                        |                                        |                                        |                                        |                                        |  |  |  |  |  |  |  |  |  |  |  |  |  |  |  |  |  |  |  |  |  |  |  |  |  |  |  |  |  |  |  |  |  |  |  |  |

## Film
- 2002 wurde die Beziehung von Anna Amalia mit Trenck in Trenck – Zwei Herzen gegen die Krone (TV) verfilmt, Anna Amalia wird dabei von Alexandra Maria Lara gespielt, Trenck von Ben Becker. Der Film geht mit den historischen Ereignissen sehr frei um. Am Ende des Films werden Anna Amalie und Trenck ein Paar und verlassen mit Genehmigung Friedrich II. Preußen.
- Bereits 1932 wurde die Geschichte unter dem Titel Trenck (auch: Der Günstling des Königs; Der Roman einer großen Liebe) verfilmt. Die Titelrolle wurde von Hans Stüwe, die Rolle der Prinzessin von Dorothea Wieck gespielt. Die Handlung hält sich weitgehend an die tatsächlichen Begebenheiten (Regie und Drehbuch: Heinz Paul).

## Tonträger
- Märsche am Preussischen Hofe, Studios Berlin - BRIO Musikverlag 2007. Die CD enthält Anna Amalias Marsch für das Regiment Generalleutnant von Saldern.

## Werke
- 1767, Marsch für das Regiment Graf Lottum (Staatsbibliothek Berlin, Mus.ms.autogr Amalie 2)[3]
- 1767, Marsch für das Regiment v. Bülow (Staatsbibliothek Berlin, Mus.ms.autogr Amalie 2)[3]
- 1768, Marsch für das Regiment v. Saldern[3]
- 1777, Marsch für das Regiment v. Möllendorf[3]
- 1771, Sonate F-Dur für Traversflöte und Basso continuo
- Sonata 2da colla tromba : D-Dur ; für Trompete (Violine) und Cembalo/Klavier
- 1776, Fuge für Violine und Viola
- Trio für zwei Violinen und Bass (Violoncello und Kontrabass) mit Cembalo (Klavier)
- Mache dich selbst nicht traurig (Skizze) in B-Dur für Sopran und Bass
- 1777, Ich hab mein Sach Gott heimgestellt, Choral in g-Moll
- 1777, Dir folgen meine Thränen, Lied G-Dur
- 1778, Zion klagt mit Angst und Schmerzen, dreistimmiger Choral
- 1779, Kanon in C-Dur, Fünfstimmiger Kanon[4]